# Спрія
Спрія (рум. Spria) — село у повіті Бакеу в Румунії. Входить до складу комуни Колонешть.
Село розташоване на відстані 257 км на північ від Бухареста, 25 км на схід від Бакеу, 66 км на південь від Ясс, 143 км на північний захід від Галаца.

## Населення
За даними перепису населення 2002 року у селі проживали 246 осіб, усі — румуни. Усі жителі села рідною мовою назвали румунську.